# Терехово (Калининский район)
Те́рехово — деревня в Калининском районе Тверской области России. Входит в состав Аввакумовского сельского поселения.

## География
Расположена в 14 км восточнее Твери, в 6 км от посёлка Сахарово, на левом берегу реки Орша.

## Население
| 2010 |
| ---- |
| 24   |

В 1997 году — 8 хозяйств, 14 жителей. В 2002 году — 17 жителей. В 2016 году — 116 жителей.

## Инфраструктура
Развитое сельское хозяйство. Личное подсобное хозяйство.

## Транспорт
По проекту, новая платная скоростная автомагистраль Москва — Санкт-Петербург пройдет между Терехово и соседней деревней Калошино.